# Otto barbarul
Otto barbarul este un film românesc din 2020, regizat de Ruxandra Ghițescu. A avut premiera la jumătatea lunii august 2020, la Festivalul de Film de la Sarajevo.

## Prezentare
Otto are 17 ani, o creastă Mohawk și locuiește în București. Când prietena sa, Laura, moare, tânărul punkist are de înfruntat pierderea acesteia, dar este și parte a investigației incidentului respectiv. Costin, un angajat al serviciilor sociale, încearcă să îl înțeleagă și să îl ajute pe tânăr.

## Premii
Otto barbarul a primit 13 nominalizări la premiile Gopo.